# Phan Trung Hoài
Phan Trung Hoài (sinh ngày 12 tháng 1 năm 1960) là một luật sư người Việt Nam. Ông hiện là Phó Chủ tịch Liên đoàn Luật sư Việt Nam, nhiệm kì 2015-2020. Ngoài ra ông còn là Trọng tài viên Trung tâm Trọng tài Quốc tế Việt Nam (VIAC).

## Xuất thân
Phan Trung Hoài sinh ngày 12 tháng 1 năm 1960 tại Hà Nội quê quán ở tỉnh Quảng Trị. 
Ông là Trưởng Văn phòng luật sư Phan Trung Hoài, có địa chỉ tại phường 9, quận Phú Nhuận, Thành phố Hồ Chí Minh.

## Giáo dục
- Cử nhân Luật, chuyên ngành Luật Quốc tế
- Tiến sĩ Luật

## Sự nghiệp
1982-1984: Công tác tại Sở tư pháp TPHCM.
1984-1986: Nhập ngũ.
1986-1990: Thanh tra XNK Tổng công ty XNK tổng hợp và đầu tư Imexco.
Gia nhập Đoàn Luật sư TP Hồ Chí Minh ngày 24 tháng 10 năm 1989.
1990-1995: Ủy viên Biên tập, Trưởng Ban chính trị XH Tuần báo Pháp luật TPHCM.
1995-nay: Hoạt động luật sư chuyên nghiệp - Trưởng Văn phòng luật sư Phan Trung Hoài.
Luật sư Phan Trung Hoài từng tham gia bào chữa trong một số vụ án hình sự lớn cho các ông Nguyễn Văn Hoàng (Tổng Giám đốc Imexco trong vụ án cháy trụ sở Imexco năm 1989), Trần Quang Vinh (Tamexco), Nguyễn Duy Lộ (Vietcombank), Liên Khui Thìn (vụ án EPCO - Minh Phụng), Nguyễn Mạnh Trung (Vụ án Năm Cam và đồng phạm), Mai Văn Dâu (Bộ Thương mại), Trần Thu Hồng (Công ty Lương thực TPHCM), Nguyễn Gia Thiều (Công ty Đông Nam), Phương Vicarent (Vũng Tàu), Trần Ngọc Sương (vụ án Nông trường Sông Hậu), Phạm Thanh Bình (Tập đoàn Công nghiệp Tàu thủy Việt Nam Vinashin), Huỳnh Ngọc Sỹ (Vụ hối lộ quan chức Việt Nam của PCI),Hoàng Khương (Báo Tuổi Trẻ), Giang Kim Đạt (Vinalines), Võ Anh Tuấn (Vụ án Huỳnh Thị Huyền Như), Phạm Công Danh (Vụ án Ngân hàng Xây dựng, Ngân hàng Đại Dương, Ngân hàng Đại Tín), Trần Phương Bình (Ngân hàng Đông Á), Bùi Văn Thành ,Đinh La Thăng (Tập đoàn Dầu khí Việt Nam), Dương Thị Bạch Diệp.
Luật sư Phan Trung Hoài đã bào chữa trắng án cho một số bị cáo bị xét xử oan sai như Bùi Văn Mãnh (Tiền Giang), Vũ Hùng Lượng (Khánh Hòa), Nguyễn An Trung (vụ án 118 ô tô tay lái nghịch).

## Công trình, sách đã công bố, xuất bản
- Sách đã xuất bản:

- Công tác văn thư, lưu trữ, Nhà xuất bản Tổng hợp TPHCM, 1983
- Trả lời pháp luật (nhiều tác giả), Nhà xuất bản Tổng hợp TPHCM, 1984
- Tổ chức thực hiện Luật Nghĩa vụ quân sự, Nhà xuất bản Tổng hợp TP Hồ Chí Minh, 1987
- Hoàn thiện pháp luật về luật sư ở Việt Nam hiện nay, Nhà xuất bản Chính trị Quốc gia, 2004; Nhà xuất bản Tư pháp tái bản, 2006.
- Bút ký luật sư (tập 1), Nhà xuất bản Tư pháp, 2005, tái bản năm 2010.
- Sổ tay Luật sư (viết chung với nhiều tác giả), Nhà xuất bản Công an nhân dân, 2006.
- Sổ tay Trọng tài viên (viết chung với nhiều tác giả), Nhà xuất bản Tư pháp 2006.
- Hành nghề luật sư trong vụ án hình sự, Nhà xuất bản Tư pháp, 2007.
- Bộ sách Khung cửa Tư pháp (tập 1 đến tập 5), Nhà xuất bản Tư pháp, từ năm 2012-2015.
- Bình luận khoa học Hiến pháp 2013 (cùng nhiều tác giả), Nhà xuất bản Công an nhân dân, 2015.
- Những điểm mới về chế định bào chữa trong Bộ luật tố tụng hình sự năm 2015, Nhà xuất bản Chính trị Quốc gia- Hà Nội, 2016.
- Bình luận Bộ luật tố tụng hình sự năm 2015 (đồng tác giả với GS.TS. Nguyễn Ngọc Anh), Nhà xuất bản Chính trị Quốc gia Sự thật, 2018
- Sổ tay luật sư (tập 1 đến tập 3) (cùng nhiều tác giả thực hiện dưới sự hỗ trợ của dự án JICA), Nhà xuất bản Chính trị Quốc gia Sự thật, 2017, tái bản lần thứ 2 năm 2019 
- Công trình tham gia nghiên cứu:

| Tên đề tài/dự án | Cấp quản lý                          | Thời gian thực hiện |
| --- | ------------------------------------ | ------------------- |
| Chế định luật sư trong chiến lược cải cách tư pháp ở Việt Nam hiện nay                                                                           | Cấp Nhà nước                         | 2004-2006           |
| Vấn đề xây dựng văn hóa nghề nghiệp luật sư ở Việt Nam hiện nay                                                                                  | Cấp Nhà nước                         | 2005-2006           |
| Thực trạng tranh chấp và giải quyết tranh chấp trong thương mại quốc tế của doanh nghiệp VN và vai trò của các thiết chế tư pháp, bổ trợ tư pháp | Dự án điều tra cơ bản của Bộ Tư pháp | 2008                |

- Công trình đăng trên các tạp chí khoa học pháp lý trong nước:

- Một số vấn đề lý luận về xây dựng mô hình luật sư Việt Nam theo định hướng xã hội chủ nghĩa, Tạp chí Luật học số 4, 2002
- Bàn về khái niệm và các tiêu chí của bản án điển hình, Tạp chí Khoa học pháp lý số 5 (12), 2002.
- Bước đầu tìm hiểu tư tưởng Hổ Chí Minh về bảo đảm quyền bào chữa của công dân, Tạp chí Khoa học pháp lý số 6 (13) 2002, Tạp chí Dân chủ và pháp luật số chuyên đề, 2005.
- Một số vấn đề về cơ sở bảo đảm dân chủ trong tranh luận tại phiên tòa hình sự, Tạp chí Kiểm sát số 3, 2002.
- Bàn về chế độ trách nhiệm nghề nghiệp luật sư, Tạp chí Kiểm sát số 8, 2002.
- Bàn về khái niệm và đặc điểm nghề luật sư, Tạp chí Khoa học pháp lý số 7 (14), 2002
- Một số vấn đề về nhu cầu điều chỉnh bằng pháp luật đối với hoạt động luật sư trong nền kinh tế thị trường. Tạp chí Khoa học pháp lý số 2 (17) 2003.
- Hoàn thiện các quy định pháp luật về sự tham gia của luật sư từ giai đoạn điều tra và quyết định truy tố, Tạp chí Kiểm sát số 7, 2004.
- Hoàn thiện pháp luật về bảo hiểm trách nhiệm nghề nghiệp luật sư, Tạp chí Nghiên cứu lập pháp số 9 (59), 2005.
- Hoàn thiện tổ chức và hoạt động của luật sư ở nước ta hiện nay, Tạp chí Nhà nước và pháp luật Số 5 (169), 2002.
- Ủy quyền công tố trong vụ án hình sự- Những vướng mắc về mặt pháp lý và hạn chế trong tranh tụng tại phiên tòa. Tạp chí Kiểm sát Số 24, 2009.